# Мохаммед Али Салим
Мохаммед Али Салим (араб. محمد علي سليم‎; род. 1935) — ливийский политический деятель, исполняющий обязанности Председателя Всеобщего Национального конгресса Ливии с 8 по 9 августа 2012 года. Стал им как старейший член первого демократически избранного парламента Ливии.
Несмотря на то, что его власть была чисто символической, он считается первым «демократическим главой» Ливии, поскольку Переходный национальный совет передал ему власть в качестве представителя Конгресса, который был избран с помощью выборов.
Его сменил Мухаммед аль-Макриф, который занимал должность председателя вплоть до своей отставки.